# Oberliga Niedersachsen West
De Oberliga Niedersachsen West was van 2008 tot 2010 een van de hoogste amateur divisies in het Duitse voetbal. De liga werd in 2008 gestart nadat de Oberliga Nord na de invoering van de 3. Liga werd opgeheven. In deze klasse spelen verenigingen uit het westelijk deel van de deelstaat Nedersaksen. De winnaar speelde een promotiewedstrijd tegen de winnaar van de Oberliga Niedersachsen Ost voor een plaats in de Regionalliga Nord. Na twee seizoenen werden beide Oberliga's verenigd in één grote Oberliga Niedersachsen.

## Kampioenen
| Jaar | Kampioen      |
| ---- | ------------- |
| 2009 | VfB Oldenburg |
| 2010 | TSV Havelse   |

## Samenstelling 2009/10
In het seizoen 2009/10 spelen de volgende verenigingen in de Oberliga Niedersachsen West.
| Club                      | Plaats          | Vorig seizoen   |
| ------------------------- | --------------- | --------------- |
| Kickers Emden             | Emden           | 3. Liga         |
| BV Cloppenburg            | Cloppenburg     | Regionalliga    |
| VfB Oldenburg             | Oldenburg       | 1.              |
| Eintracht Nordhorn        | Nordhorn        | 2.              |
| TSV Havelse               | Garbsen         | 3.              |
| SV Meppen                 | Meppen          | 4.              |
| SV Bavenstedt             | Bavenstedt      | 5.              |
| VfL Oldenburg             | Oldenburg       | 6.              |
| VfL Germania Leer         | Leer            | 7.              |
| SV Bad Rothenfelde        | Bad Rothenfelde | 8.              |
| VfL Osnabrück II          | Osnabrück       | 9.              |
| Preußen Hameln            | Hamelen         | 10.             |
| SC Langenhagen            | Langenhagen     | 11.             |
| BSV Schwarz-Weiß Rheden   | Rehden          | 12.             |
| VfL Bückeburg             | Bückeburg       | Bezirksoberliga |
| VfL Oythe                 | Vechta          | Bezirksoberliga |
| SV Ramlingen/Ehlershausen | Burgdorf        | Bezirksoberliga |

SV Bad Rothenfelde ·
SV Bavenstedt ·
VfL Bückeburg ·
BV Cloppenburg ·
BSV Kickers Emden ·
Preußen Hameln ·
TSV Havelse ·
SC Langenhagen ·
VfL Germania Leer ·
SV Meppen ·
Eintracht Nordhorn ·
VfB Oldenburg ·
VfL Oldenburg ·
VfL Oythe ·
VfL Osnabrück II ·
SV Ramlingen/Ehlershausen ·
BSV Rehden